# Лонтрас
Лонтрас (порт. Lontras) — муниципалитет в Бразилии, входит в штат Санта-Катарина. Составная часть мезорегиона Вали-ду-Итажаи. Входит в экономико-статистический  микрорегион Риу-ду-Сул. Население составляет 9136 человек на 2007 год. Занимает площадь 230 км². Плотность населения — 45,2 чел./км².

## История
Город основан 31 декабря 1961 года.

## Статистика
- Валовой внутренний продукт на 2003 составляет 53 173 333,00 реалов (данные: Бразильский институт географии и статистики).
- Валовой внутренний продукт на душу населения на 2003 составляет 6110,47 реалов (данные: Бразильский институт географии и статистики).
- Индекс развития человеческого потенциала на 2000 составляет 0,777 (данные: Программа развития ООН).

## География
Климат местности: мезотермический гумидный.